# Bulia pavitensis
Bulia pavitensis är en fjärilsart som beskrevs av Morrison 1874. Bulia pavitensis ingår i släktet Bulia och familjen nattflyn. Inga underarter finns listade i Catalogue of Life.